# 間諜兔洞
《間諜兔洞》（英語：Rabbit Hole）是一部2023年的美國諜戰電視劇，由約翰·雷戈雅和葛倫·費卡拉創作、基夫·修打蘭主演一名被陷害的商業間諜，並在線上串流媒體平台Paramount+首播，第一季共八集。2023年10月，Paramount+宣佈取消播映。

## 劇情背景
約翰·威爾是一名出色的商業間諜，然而在一次委託中被克勞利控制下的陰謀集團陷害，將財政部調查員之死嫁禍給其，令威爾要試圖證明自身清白。

## 演員

### 主演
- 基夫·修打蘭 飾演 約翰·威爾（John Weir）：善於操縱人心的商業間諜，與本和邁爾斯暗中合謀對付陰謀家克勞利。
- 梅塔·戈爾丁（英语：Meta Golding） 飾演 海莉·瑪麗·温頓（Hailey Marie Winton）：於慈善團體工作的律師，因在酒店搭訕約翰而被其誤會為間諜，並意外捲入威爾被克勞利陷害的陰謀中。
- 伊妮德・葛拉漢（Enid Graham） 飾演 約瑟芬·「喬」·麥迪（Josephine "Jo" Madi）：FBI金融調查科探員，曾於前線工作，但因違反指引而被調任文職。
- 羅布·楊（英语：Rob Yang） 飾演 愛德華·霍姆（Edward Homm）：美國財政部調查員，意外揭發了克勞利的資金流向而被追殺。
- 瓦特·克林克（Walt Klink） 飾演 凱爾／實習生（Kyle / The Intern）：威爾的商業間諜團隊的實習生，實為克勞利安插的卧底。
- 查爾斯·丹斯 飾演 本·威爾遜醫生／本·威爾（Dr. Ben Wilson / Ben Weir）：約翰的父親、心理醫生，為了專心對付克勞利和避免連累家人而在三十五年前（約翰十歲時）佯裝自殺，後與約翰和邁爾斯一同合作。
  - 菲爾·柏克（英语：Phil Burke） 飾演 年輕的本·威爾

### 常設
- 傑森·巴特勒·哈納（英语：Jason Butler Harner） 飾演 邁爾斯·瓦朗斯（Miles Valence）：阿爾達數據分析公司總裁，約翰的兒時好友和生意夥伴，與約翰和本暗中合謀對付克勞利。
- 溫蒂·麥凱納（英语：Wendy Makkena） 飾演 黛布拉（Debra）：追查瓦朗斯案的知名記者。
- 喬納斯·查尼克 飾演 山德·阿納茲（Xander Arnaz）：邁爾斯的副手，在其死後成為阿爾達數據分析公司代總裁。
- 瑪雅・巴斯蒂達斯（Maia Jae Bastidas）飾演 伊麗莎·威爾斯（Eliza Wells）：凱爾的女友。
- 亞歷山德拉·卡斯蒂略（英语：Alexandra Castillo） 飾演 麗芙（Liv）：約翰的前妻。
- 馬修·麥克法贊（英语：Matthew MacFadzean） 飾演 摩根·肖（Morgan Shaw）：專門談論陰謀論的播客主持。
- 伊尚·戴夫（英语：Ishan Davé） 飾演 哈非茲（Hafiz）：威爾的商業間諜團隊成員。
- 傑德·瑞斯（英语：Jed Rees） 飾演 拉特（Larter）：威爾的商業間諜團隊成員。
- 喬賈·凱登絲（Jorja Cadence）飾演 卡拉（Cara）：威爾的商業間諜團隊成員。
- 彼得·威勒 飾演 克勞利（Crowley）：野心勃勃的陰謀家，曾為CIA工作，設局陷害約翰和邁爾斯。
  - 馬克·文尼克（Mark Winnick） 飾演 年輕的克勞利

### 客串
- 諾姆·詹金斯 飾演 拉斯基（Rasche）：FBI特別探員。
- 高聖遠 飾演 艾略特·高（Elliot Gao）：專門為億萬富翁洗黑錢的黑手套。
- 梅根·法蘿 飾演 諾拉·艾弗斯（Nora Evers）：參議員，在克勞利指使下參與總統競選。

## 製作
2021年5月，Paramount+從CBS工作室預訂了一部由約翰·雷戈雅和葛倫·費卡拉創作的諜戰電視劇，並計劃由基夫·修打蘭主演。翌年2月，該作定名為《間諜兔洞》（Rabbit Hole）。羅布·楊於同年3月宣佈將會擔任聯合主演，隨後查爾斯·丹斯、梅塔·戈爾丁、伊妮德・葛拉漢（Enid Graham）、傑森・巴特勒・哈納和瓦特·克林克（Walt Klink） 宣佈加入劇組。同年9月，溫蒂・麥凱納宣佈參演。
基弗·萨瑟兰指該劇的創作靈感來自《禿鷹七十二小時》、《滿洲候選人》、《霹靂鑽》、《暗殺十三招》等政治驚慄電影 。該劇2022年5月在加拿大安大略省開始主體拍攝，主要在多倫多和哈密爾頓兩市取景。

## 發行
2023年1月9日，Paramount+在電視評論家協會的媒體見面會上宣佈該作將會於同年3月26日在串流平台上首播 ，並在3月27日在派拉蒙電視網上播映。

## 評價
《間諜兔洞》的評價偏向正面。在爛番茄上根據28條評論，持有79%的新鮮度，平均得分為7／10。該網站的普遍評價為「雖然《間諜兔洞》的劇情轉折近乎繁複，但基夫·修打蘭在久未參演諜戰片的回歸演出仍然引人注目。」Metacritic則根據15則評論，給予66／100的分數。

## 外部連結
- 官方网站
- 互联网电影数据库（IMDb）上《間諜兔洞》的资料（英文）